# Ратушинська Ірина Борисівна
Ірина Борисівна Ратушинська (4 березня 1954, Одеса, Українська РСР — 5 липня 2017, Москва, Росія) — українська радянська та російська поетеса, дисидент, прозаїк, сценарист.

## Життєпис
Народилась в родині інженера та вчительки російської мови.
Закінчила фізичний факультет Одеського університету. Під час навчання в університеті відхилила намагання КДБ щодо вербування.
З 1973 почала друкуватись у самвидаві.
В 1979 вийшла заміж за Ігоря Геращенка, з яким була знайома з дитинства. Того ж року переїхала до чоловіка у Київ, де познайомилися з українськими правозахисниками Іваном Світличним, Миколою Руденком. Підтримувала активні контакти з московськими і ленінградськими правозахисниками та самвидавськими авторами.
В 1981 направила до ВР СРСР відкриту заяву про доповнення Конституції СРСР пунктом з дозволом громадянам СРСР, відповідно до Пакту про громадянські й політичні права, виїжджати на постійне проживання з СРСР. Вперше була піддана адміністративному арешту 10 грудня 1981 за участь у демонстрації на захист прав людини в Москві, біля пам’ятника Пушкіну. 
З 1982 почала публікуватись, перша публікація — в журналі «Грани».
17 листопада 1982 була заарештована, 3 березня 1983 — засуджена до 7-ми років таборів за статтею 62 КК УРСР за антирадянську діяльність. Ув'язнення відбувала разом з дисиденткою Тетяною Великановою. Перебування в ув'язненні описала в повісті «Сірий — колір надії».
Заочно прийнята в міжнародний ПЕН-клуб.
4 жовтня 1986 року відповідно до указу Президії ВР СРСР булу достроково звільнена від подальшого відбування покарання.
За даними з виписки з протоколу № 65 засідання політбюро ЦК КПРС від 11 травня 1987, на прес-конференції в Лондоні в грудні 1986 року разом з чоловіком оголосила, що не має наміру повертатися в СРСР «до тих пір, поки радянська влада порушує права людини». Наполегливо закликала західні країни до створення «міжнародного трибуналу для чинення тиску на Радянський Союз та інші країни соціалістичної співдружності в області прав людини». 14 травня 1987 році разом з чоловіком була позбавлена радянського громадянства (повернуто 15 серпня 1990 року).
Викладала в університеті Чикаго.
В кінці 1990-х років отримала російське громадянство без необхідної за законом попередньої відмови від британського. З 1998 проживала в Москві.
Написала сценарії для ряду серіалів, в тому числі «Пригоди Мухтара», «Таксистка», «Аеропорт», «Присяжний повірений». Літературний редактор серіалу «Моя прекрасна няня».